# Harelbeke-Antwerpen-Harelbeke 1960
Harelbeke–Antwerpen–Harelbeke 1960 was de derde editie van de wielerklassieker E3 Harelbeke en werd verreden op 12 maart 1960. Het parcours was 201km lang. Daniel Doom won de koers. De aankomst lag aan de Veldstraat.